# Basilique Saint-André de Verceil
Pour les articles homonymes, voir Basilique Saint-André.
La basilique Saint-André (en italien : Basilica di Sant'Andrea) est l'une des plus importantes églises de la ville de Verceil. 
Elle est un exemple précoce d'architecture gothique italienne, avec des dessins inspirés par les Cisterciens. Elle allie la réalisation paradigmatique de la tradition romane avec les nouvelles influences gothiques.

## Histoire
La basilique a été construite entre 1219 et 1227 sous la direction du cardinal Guala Bicchieri, revenu d'Angleterre où il avait été légat apostolique. Bicchieri avait reçu du roi Henri III le droit perpétuel aux revenus de l'abbaye de Saint Andrew de Chesterton, à Cambridge. Grâce à ce soutien financier, le cardinal a pu appeler à Verceil quelques moines de l'abbaye Saint-Victor de Paris, en leur confiant la responsabilité de la nouvelle abbaye et de l'hôpital à construire pour les pèlerins qui parcourent la Via Francigena. 
L'hôpital a été commencé en 1224. Bien que l'architecte soit inconnu, on présume que les lignes gothiques du nouvel édifice ont été introduites par les clercs français, qui comprenaient l'abbé Thomas Gallus, ancien professeur à l'Université de Paris. Selon l'historien d'art italien Giulio Carlo Argan, l'architecte aurait pu être Benedetto Antelami. Le style des éléments romans relie le bâtiment aux traditions architecturales du nord de l'Italie et suggère la main d'un maître italien dans le style.
Grâce à la diplomatie de Bicchieri, l'abbaye a pu augmenter ses biens grâce à des dons et privilèges du pape Honorius III et de l'empereur Frédéric II. Bicchieri mourut à Rome en 1227, année de la fin de la construction de la basilique.
Au début du XVe siècle, un nouveau clocher est construit, détaché sur le côté droit de l'église. Au siècle suivant, le cloître du monastère est reconstruit, mais les petites colonnes originales - en groupes de quatre - sont conservées.
Le complexe est endommagé lors du siège de Vercelli de 1617. Au cours des restaurations effectuées entre 1818 et 1840, le scrinium (sac de voyage) de Guala Bicchieri a été retrouvé dans le bâtiment. Il est maintenant au musée civique d'art antique à Turin. D'autres restaurations ont eu lieu en 1927 et en 1955-1960.

## Description
La basilique est construite avec un plan en croix latine, avec une nef et deux allées avec six baies chacune. Les allées sont plus basses que la nef. L'allée droite possède des contreforts avec des arcs-boutants (un élément typique de l'architecture gothique) qui le relient à la nef. Le transept, avec cinq baies, a les mêmes largeur et hauteur que la nef. Au croisement se trouve une grande tour octogonale, surmontée d'un beffroi, également octogonal, qui se termine par une cymbale pyramidale en maçonnerie. L'abside a un plan rectangulaire, une caractéristique typique des édifices gothiques cisterciens.

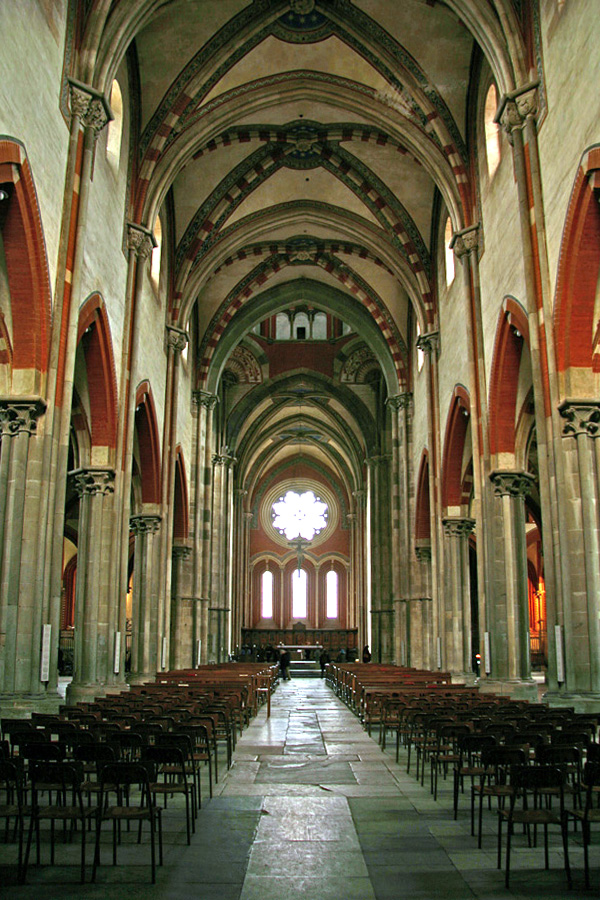
Vue de l'intérieur

La façade présente des pierres de différents types : pierre verte de Pralungo, calcarénite du Montferrat et serpentine d'Oria. La pierre est combinée avec la brique rouge et l'enduit blanc de la partie supérieure des deux cloches latérales. Le large pignon de la section centrale, les deux arcades aveugles et la grande rosace au milieu sont tous des éléments de la tradition de l'architecture romane lombarde et émilienne. L'entrée se fait à travers trois portails, aussi en style roman, avec quatre rangs de petites colonnes doubles. La lunette du portail central possède un relief représentant le «martyre de Saint-André», tandis que celle du portail de gauche montre «le cardinal Bicchieri offrant l'église à saint André, intronisé». Benedetto Antelami a été suggéré comme étant l'auteur des deux sculptures, bien qu'il soit plus probable qu'elles aient été exécutées par un ou plusieurs de ses élèves qui avaient travaillé au baptistère de Parme.
L'intérieur de la basilique est entièrement en style gothique, avec des arcades ogivales soutenues par des piles formées par un élément cylindrique entouré de huit petites colonnes. Le plafond comporte des voûtes d'arêtes. La tour au croisement est soutenue sur quatre pendentifs qui sont décorés de petites colonnes sur des encorbellements. Ceux-ci atteignent d'autres encorbellements dans la tour de la lanterne où se trouvent des sculptures (de l'école d'Antelami) représentant des symboles des quatre évangélistes. Au-delà de la traversée se trouve le chœur, avec le presbytère et le chœur rectangulaire, éclairé par une grande rosace et trois fenêtres à meneaux avec des sièges en bois du début du XVIe siècle.
Les œuvres d'art comprennent le monument funéraire de l'abbé Thomas Gallus (début du XIVe siècle), avec une fresque de l'école lombarde. Dans la première chapelle de l'aile gauche du transept se trouve un crucifix peint du XVe siècle.

## Source de traduction
- (en) Cet article est partiellement ou en totalité issu de l’article de Wikipédia en anglais intitulé « Basilica di Sant'Andrea » (voir la liste des auteurs).